# Lex specialis derogat generali
Lex specialis derogat generali (лат. спеціальний закон переважає загальне право) — принцип римського права, також відомий як generalia specialibus non derogant («загальне не відступає від конкретного»), який стверджує, що у випадку, коли два закони регулюють одну й ту саму фактичну ситуацію, закон, що регулює конкретний предмет (lex specialis), має переважну силу над законом, що регулює лише загальні питання (lex generalis). Ця доктрина, визнана як у правовій теорії, так і на практиці, може застосовуватися як у внутрішньому, так і в міжнародному праві.
Зазвичай ця доктрина вступає в дію щодо тлумачення раніше прийнятого спеціального законодавства, коли пізніше приймається більш загальне законодавство. Однак, згідно з доктриною «lex posterior derogat legi priori», lex specialis застосовується таким чином, що молодший спеціальний закон має перевагу над старішим загальним законом.
Можна припустити, що законодавець планував відмінити попереднє законодавство. Існує також думка, що колізій норм слід уникати шляхом системного тлумачення. Цей принцип також застосовується до побудови корпусу законів або окремого законодавчого акта, який містить як спеціальні, так і загальні положення.